# Моисеев, Геннадий Анатольевич
Генна́дий Анато́льевич Моисе́ев (3 февраля 1948, Ленинградская область — 23 июля 2017) — советский спортсмен-мотогонщик, трёхкратный чемпион мира по мотокроссу в классе машин до 250 см³, серебряный призёр чемпионата мира, многократный чемпион СССР. Заслуженный мастер спорта СССР.

## Биография
Геннадий Моисеев родился 3 февраля 1948 года в деревне Введенское Гатчинского района Ленинградской области. Его отец Анатолий Павлович Моисеев работал шофёром, братья Виктор и Александр были увлечены автомототехникой. Геннадий в возрасте тринадцати лет впервые сел за руль отцовского мопеда. В 1964 году, когда в Ленинграде проходил 11-й этап чемпионата мира по мотокроссу, Геннадий был непосредственным свидетелем соревнований и именно тогда он принял решение стать мотокроссменом. В том же году он был принят в секцию мотокросса в Ленинградском Дворце пионеров и школьников им. А. А. Жданова, где получил свой первый мотоцикл «Ковровец». Первым наставником юного спортсмена стал заслуженный тренер СССР Кирилл Александрович Демянский. Окончив восьмилетнюю школу, стал работать учеником электромонтажника и совмещать работу с тренировками, тратя на дорогу по 2,5 часа каждый день.

### Спортивная карьера
В 1965 году он впервые участвовал в официальном зачёте, а уже в 1966 году 18-летний Геннадий, выступая на чехословацком мотоцикле «Чезет», стал бронзовым призёром чемпионата СССР среди юношей в классе 175 см³ и был включён в состав сборной страны. В 1967 году первый раз принял участие в чемпионате мира и занял на его этапе в Белгороде 3-е место. В 1970 году впервые стал чемпионом СССР в классе 250 см³. После этого последовал период неудачных выступлений, но после того как сборной было разрешено подписать контракт с австрийской фирмой (что было непросто по политическим соображениям), гонщики пересели на мотоциклы «KTM». Результаты не замедлили улучшиться, и в 1974 году Геннадий Моисеев впервые стал чемпионом мира по мотокроссу в классе машин 250 см³ спустя девять лет после аналогичного успеха Виктора Арбекова. Повторил своё достижение на чемпионатах мира 1977 и 1978 годов. Третьей победы 30-летний Геннадий Моисеев добился на заключительном этапе, проходившем на его «родной» трассе под Ленинградом в Юкках в присутствии земляков.
После завершения спортивной карьеры Г. А. Моисеев перешёл на тренерскую работу. В декабре 2000 года избирался президентом Мотоциклетной федерации России. Выйдя на пенсию, продолжал помогать тренировать подростков в Санкт-Петербургском городском дворце творчества юных. Автор книги «Длинна дорога на Олимп» (1980).
Скончался 23 июля 2017 года после продолжительной болезни на семидесятом году жизни.

## Спортивные достижения
- Трижды чемпион мира по мотокроссу в классе мотоциклов 250 см³ (1974, 1977, 1978)
- Серебряный призёр чемпионата мира по мотокроссу в классе мотоциклов 250 см³ (1976)
- Чемпион мира в командном мотокроссе «Кросс наций» в классе мотоциклов 500 см³ (1978)
- Чемпион мира в командном мотокроссе «Трофей наций» в классе мотоциклов 250 см³ (1979)
- Шестикратный чемпион СССР по мотокроссу (1970, 1972, 1973, 1977, 1981, 1982)
- Бронзовый призёр чемпионата СССР по мотокроссу (1977, 1979)

## Награды
- орден Трудового Красного Знамени (22.01.1977, за высокие достижения на чемпионатах мира и Европы)[3][4].
- заслуженный мастер спорта СССР (1978).